# Ceylin Alvarado
Pour les articles homonymes, voir Alvarado.
Ceylin del Carmen Alvarado, née le 6 août 1998 à Cabrera (es) en République Dominicaine, est une coureuse cycliste néerlandaise. Elle participe à des compétitions de cyclo-cross, de cyclisme sur route et de VTT. Membre de l'équipe cycliste Alpecin-Fenix, elle est notamment championne du monde et championne d'Europe de cyclo-cross en 2020.

## Repères biographiques
Ceylin Alvarado est née en République dominicaine en 1998. Son père, Rafael, charpentier de métier, déménage aux Pays-Bas et le reste de la famille le rejoint lorsqu'elle a cinq ans. La famille vit dans le quartier de Rotterdam à Beverwaard. De nationalité néerlandaise, elle court sous ces couleurs lors des confrontations internationales mais se refuse à abandonner ses racines caribéennes. Au point de déclarer, en janvier 2020, se sentir « 80 % dominicaine et 20 % néerlandaise ». Elle parle parfaitement espagnol avec l'accent de l'île des Grandes Antilles.
Elle fut initiée à la pratique sportive (d'abord à l'athlétisme) par son père. Cherchant une activité sportive pour l'hiver pour ses deux enfants (Ceylin a un frère cadet), il inscrit sa fille au cyclo-cross dès l'âge de dix ans.  Sa famille la suit et la soutient pendant les courses de cyclo-cross, où son père travaille comme mécanicien, tandis que sa mère s'occupe de la nourriture et des massages, alors que son jeune frère Salvador court également. 
En 2016, elle court - comme son frère - pour l'équipe belge de cyclo-cross Kleur op Maat. En 2018, elle rejoint Corendon-Circus, l'équipe de Sanne Cant et Mathieu van der Poel, renommée en 2020 Alpecin-Fenix.
Au cours de la saison 2017-2018, elle remporte la médaille d'argent au championnat du monde de cyclo-cross espoirs et le bronze la saison suivante. En 2018-2019, elle domine la catégorie des espoirs et devient championne d'Europe, championne des Pays-Bas, gagne le général de la Coupe du monde et du Superprestige espoirs. Seul le titre mondial lui échappe.
La saison de cyclo-cross 2019-2020 voit Ceylin Alvarado dominer la concurrence. Elle est championne des Pays-Bas de cyclo-cross, ainsi que lauréate du  Trophée des AP Assurances et du Superprestige. Championne d'Europe de cyclo-cross espoirs, elle renonce à sa sélection dans la catégorie des espoirs (moins de 23 ans) pour se présenter aux championnats du monde 2020 chez les élites. Elle s'y impose en devançant au sprint sa compatriote Annemarie Worst. Elle participe également à des courses de VTT et sur route. En 2020, elle est médaillée de bronze du championnats du monde de cross-country VTT espoirs et termine huitième du Grand Prix d'Isbergues. En novembre 2020, elle devient championne d'Europe de cyclo-cross.

## Vie privée
Elle est en couple avec le cycliste belge Roy Jans.

## Palmarès en cyclo-cross
- 2015-2016
  - 2e du championnat des Pays-Bas de cyclo-cross juniors
- 2016-2017
  - QianSen Trophy Cyclocross #2-Changxindian Fengtai, Beijing
- 2017-2018
  -  Médaillée d'argent du championnat du monde de cyclo-cross espoirs
- 2018-2019
  -  Championne d'Europe de cyclo-cross espoirs
  -  Championne des Pays-Bas de cyclo-cross espoirs
  - Classement général de la Coupe du monde espoirs
  - Classement général du Superprestige espoirs
  - IJsboerke Ladies Trophy #7, Bruxelles
  -  Médaillée de bronze du championnat du monde de cyclo-cross espoirs
- 2019-2020
  -  Championne du monde de cyclo-cross
  -  Championne d'Europe de cyclo-cross espoirs
  -  Championne des Pays-Bas de cyclo-cross
  - Classement général de la Coupe du monde espoirs
    - Coupe du monde de cyclo-cross #5, Coxyde

  - Classement général du Trophée des AP Assurances
    - Trophée des AP Assurances #4, Renaix
    - Trophée des AP Assurances #5, Loenhout
    - Trophée des AP Assurances #6, Baal
    - Trophée des AP Assurances #7, Bruxelles
    - Trophée des AP Assurances #8, Lille

  - Classement général du Superprestige
    - Superprestige #1, Gieten
    - Superprestige #4, Ruddervoorde
    - Superprestige #8, Middelkerke

  - Classement général du Superprestige espoirs
  - Ethias Cross - Berencross, Meulebeke
  - Ethias Cross - Vestingcross Hulst, Hulst
  - Rectavit Series Grand Prix de Pelt, Pelt
  - Cyclocross Gullegem, Gullegem
  - 2e du classement général de la Coupe du monde
- 2020-2021
  -  Championne d'Europe de cyclo-cross
  - Coupe du monde de cyclo-cross #5, Overijse
  - Superprestige #1, Gieten
  - Superprestige #2, Ruddervoorde
  - Ethias Cross - Leuven, Louvain
  - X²O Badkamers Trofee #4, Herentals
  - X²O Badkamers Trofee #5, Baal
  - X²O Badkamers Trofee #6, Hamme
  - X²O Badkamers Trofee #7, Lille
  - X²O Badkamers Trofee #8, Bruxelles
  - 2e du classement général de la Coupe du monde
  - 2e du Superprestige
  - 3e du X²O Badkamers Trofee
  - 6e du championnat du monde de cyclo-cross
- 2021-2022
  - 3e du championnat des Pays-Bas de cyclo-cross
  - 4e du championnat d'Europe de cyclo-cross
  - 4e du championnat du monde de cyclo-cross
- 2022-2023
  - Classement général du Superprestige
    - Superprestige #2, Niel
    - Superprestige #3, Merksplas
    - Superprestige #4, Heusden-Zolder
    - Superprestige #6, Gullegem
    - Superprestige #7, Middelkerke

  -  Médaillée d'argent du championnat d'Europe de cyclo-cross
  - 2e du championnat des Pays-Bas de cyclo-cross
  - 3e du X²O Badkamers Trofee
  - 5e du championnat du monde de cyclo-cross
  - 5e de la Coupe du monde
- 2023-2024
  - Classement général de la Coupe du monde
    - Coupe du monde de cyclo-cross #3, Termonde
    - Coupe du monde de cyclo-cross #4, Troyes
    - Coupe du monde de cyclo-cross #8, Namur

  - Classement général du Superprestige
    - Superprestige #2, Ruddervoorde
    - Superprestige #3, Niel
    - Superprestige #4, Merksplas

  -  Médaillée d'argent du championnat d'Europe de cyclo-cross
  - 4e du championnat du monde de cyclo-cross
- 2024-2025
  - Coupe du monde de cyclo-cross #4, Namur
  - Coupe du monde de cyclo-cross #6, Zonhoven
  - Kermiscross, Ardoye
  - Superprestige #1, Ruddervoorde
  - Superprestige #3, Niel
  - Superprestige #4, Merksplas
  - Superprestige #5, Mol
  - Exact Cross #3, Heerde
  - X²O Badkamers Trofee #3, Hamme
  -  Médaillée d'argent du championnat d'Europe de cyclo-cross
  - 2e du Superprestige
  - 2e du championnat des Pays-Bas de cyclo-cross
  - 7e de la Coupe du monde de cyclo-cross
  - 7e du championnat du monde de cyclo-cross

### Classements
| Épreuve / Édition        | 2016/2017   | 2017/2018   | 2018/2019    | 2019/2020    | 2020/2021 | 2021/2022 | 2022/2023 | 2023/2024 | 2024/2025 |
| Championnat du monde     | 7e(espoirs) | 2e(espoirs) | 3e(espoirs)  | 1er          | 6e        | 4e        | 5e        | 4e        | 7e        |
| Championnat d'Europe     |             | 4e(espoirs) | 1er(espoirs) | 1er(espoirs) | 1er       | 4e        | 2e        | 2e        | 2e        |
| Coupe du monde           | 42e         | 16e         | 1er(espoirs) | 1er(espoirs) | 2e        | 15e       | 5e        | 1er       | 7e        |
| Superprestige            | 19e         | 10e         | 4e           | 1er          | 2e        | 10e       | 1er       | 1er       | 2e        |
| Trophée X2O Badkamers    |             |             | 10e          | 1er          | 3e        | 4e        | 3e        | 13e       | 8e        |
| Championnat des Pays-Bas | 4e(espoirs) |             | 1er(espoirs) | 1er          | annulé    | 3e        | 2e        | 4e        | 2e        |

## Palmarès en VTT

### Championnats du monde
- Leogang 2020
  -  Médaillée de bronze du cross-country espoirs

### Coupe du monde de VTT
- Coupe du monde de cross country
  - 2021 : 59e du classement général

## Palmarès sur route

### Résultats sur les grands tours

#### Tour d'Italie
1 participation
- 2024 : 58e

#### Tour d'Espagne
1 participation
- 2025 : 65e

### Classements mondiaux
| Année                                 | 2020 | 2021 | 2022  | 2023 | 2024  |
| ------------------------------------- | ---- | ---- | ----- | ---- | ----- |
| Classement UCI                        | 466e | nc   | 1050e | 419e | 1307e |
|                                       |      |      |       |      |       |
| Légende : nc = non classéSource : UCI |      |      |       |      |       |

## Distinctions
- Cycliste espoir néerlandais de l'année : 2020